# 6208 Ваката
6208 Ваката (6208 Wakata) — астероїд головного поясу, відкритий 3 грудня 1988 року.
Тіссеранів параметр щодо Юпітера — 3,619.
Названо на честь Вакати (яп. わかた(若田) ваката).